# Gwidon de Lusignan
Gwidon z Lusignan, Guy de Lisignan (zm. 18 lipca 1194) – regent, później król Jerozolimy (1186–1192), a następnie Cypru (1192–1194).

## Życiorys
Był Francuzem, trzecim synem Hugona VIII, hrabiego Lusignan, oraz młodszym bratem Amalryka II.
Przybył do Palestyny w 1180 roku, aby pojąć za żonę Sybillę, starszą siostrę króla Baldwina IV Trędowatego. Pomimo sprzeciwu baronów królestwa oraz samego króla, ślub odbył się na Wielkanoc. Stało się to głównie dzięki staraniom Agnieszki de Courtenay (matki Baldwina i Sybilli), która ostatecznie przekonała syna do wyrażenia zgody na to małżeństwo i oddania szwagrowi w lenno hrabstw Jafy i Aszkelonu.
Rozwijająca się choroba utrudniała królowi samodzielne sprawowanie rządów. Z tego powodu w 1183 roku Baldwin powierzył Gwidonowi władzę zwierzchnią nad całym państwem oprócz Jerozolimy.
Większość baronów odnosiła się do regenta z niechęcią. Ostatecznie utracił ich szacunek w czasie najazdu wojsk Saladyna, kiedy, dowodząc armią Królestwa Jerozolimskiego, nie potrafił samodzielnie podjąć jednoznacznych decyzji. Słabość charakteru oraz późniejszy zatarg z królem sprawiły, że Gwidon został pozbawiony urzędu regenta. Jednocześnie Baldwin starał się odsunąć szwagra od następstwa tronu. Bezskutecznie usiłował nakłonić Sybillę do unieważnienia małżeństwa. 23 listopada 1183 roku ogłosił swoim dziedzicem jej syna z pierwszego małżeństwa, kilkuletniego Baldwina. Urażony Gwidon wypowiedział posłuszeństwo królowi. Wojska Baldwina odebrały mu Jaffę, nie udało im się jednak zdobyć Aszkelonu.
Zgodnie z życzeniem króla, po jego śmierci w 1185 królem ogłoszono małoletniego Baldwina V. Był on jednak chorowity i półtora roku później zmarł. Niemal natychmiast po jego śmierci Sybilla i Gwidon podstępnie zawładnęli Jerozolimą i większą częścią królestwa. Ich stronnik, patriarcha Jerozolimy Herakliusz, doskonale zdając sobie sprawę z niepopularności Gwidona, ukoronował tylko jego żonę. Koronę na głowę męża włożyła Sybilla.
Gwidon niedługo cieszył się swoim państwem. W 1187 roku kolejny napad Renalda z Châtillon na muzułmańską karawanę doprowadził do zerwania rozejmu z Saladynem. Armia muzułmańska wkroczyła do Królestwa Jerozolimskiego. Gwidon, wbrew zdrowemu rozsądkowi oraz radom hrabiego Rajmunda z Trypolisu, uległ namowom Renalda i wielkiego mistrza templariuszy, Gerarda z Ridefort, i dał wojsku rozkaz wyruszenia z Akki. Jego wyczerpana letnim skwarem armia została 4 lipca zaatakowana przez Saladyna pod Hittin. Bitwa zakończyła się straszliwą klęską Gwidona. Jego wojska zostały zdziesiątkowane przez muzułmanów, a sam król dostał się do niewoli. Chrześcijanie utracili również Święty Krzyż.
Porażka ta przesądziła o losie Królestwa Jerozolimskiego. W ciągu kilku następnych miesięcy Saladyn podbił prawie całe państwo. 2 października skapitulowała Jerozolima, której heroiczną obroną dowodził Balian z Ibelinu. Jedynym większym miastem pozostającym w rękach Franków był Tyr, ocalony dzięki niespodziewanemu przybyciu Konrada, syna margrabiego Montferratu.
Gwidon pozostał w niewoli do lipca 1188 roku, kiedy Saladyn wspaniałomyślnie uwolnił go, pod warunkiem, że powróci do Francji i nie będzie więcej uczestniczył w walkach z muzułmanami. Król nie miał jednak zamiaru wypełnić tego przyrzeczenia. Udał się do Tyru, aby przejąć kontrolę nad miastem. Konrad z Montferratu nie wpuścił jednak jego wojsk, jako że Gwidon stracił, jego zdaniem, prawa do korony. Król zdecydował się na desperacki krok - w sierpniu 1189 roku pomaszerował na Akkę. Oblężenie tego miasta trwało prawie dwa lata, ale dzięki pomocy wojsk trzeciej krucjaty, dowodzonych przez królów Ryszarda Lwie Serce i Filipa Augusta, zakończyło się powodzeniem. Po tym sukcesie wojskom krzyżowym udało się odzyskać znaczną część wybrzeża z miastami Jaffą i Cezareą.
Odzyskanie skrawka Królestwa Jerozolimskiego nie poprawiło sytuacji Gwidona, który po śmierci swojej żony w 1190 roku stracił formalne prawo do korony. Jego sytuacja wyjaśniła się dopiero pod koniec 1191 roku, kiedy odkupił Cypr od króla Anglii. Gwidon został królem tej wyspy, rządzonej odtąd przez dynastię Lusignanów.
Jako Wit de Lusignan (wariantowe tłumaczenie imienia) jest jednym z bohaterów powieści Zofii Kossak – Król trędowaty.